# Покста
Покста — деревня в Тужинском районе Кировской области. Входит в состав Тужинского городского поселения. 

## География
Находится на расстоянии примерно 8 километров по прямой на восток от районного центра поселка Тужа.

## История
Известна с 1873 года, когда здесь было учтено дворов 23 и жителей 134, в 1905 (уже Верхняя Покста) 44 и 612, в 1926 58 и 278 (в том числе 129 мари), в 1950 69 и 207. В 1989 году проживало 452 человека. Нынешнее название утвердилось с 1978 года.

## Население
Постоянное население составляло 350 человек (русские 76%) в 2002 году, 222 в 2010.